# A l’improviste
A l’improviste (deutsch „Aus heiterem Himmel“) ist ein Musikalbum von Barre Phillips und Joëlle Léandre. Die am 5. März 2007 im Studio 106 von Radio France im Rahmen der Rundfunksendung A l’improviste von Anne Montaron entstandenen Aufnahmen erschienen 2008 auf dem Label Kadima Collective.

## Hintergrund
Der Bassist Barre Phillips nahm im Laufe seiner Karriere eine Reihe von Soloalben auf, von Journal Violone (1968), über Journal Violone 9 bis hin zu End to End (2018) und  Thirty Years in Between. 1971 spielte er mit Dave Holland das erste Kontrabass-Duo-Album Music from Two Basses ein, dem weitere Duoalben folgten, zuletzt Confluence, das Barre Phillips mit Daniele Roccato 2022 vorlegte. In diese Reihe gehört auch das 2007 entstandene Duoalbum mit Joëlle Léandre. Außerdem entstanden weitere nur mit Bassisten besetzte Alben, darunter October Bass Tri-logue (2001, mit Nobuyoshi Ino und Tetsu Saitō), After You Gone (in Erinnerung an Peter Kowald, ebenfalls unter Beteiligung von Léandre, Saitō und William Parker, 2004) und The Hunters (2013, mit Clayton Thomas, Jiří Slavík, John Eckhardt und Sebastian Gramss).

## Titelliste
- Barre Phillips & Joëlle Léandre – A L'improviste (Kadima Collective KCR 16)[1]

1. Gloumpf! 7:35
2. Atta Atta! 4:59
3. Elbow Rising 5:11
4. Looking Atcha 4:28
5. Scrieve 10:03
6. Aire We 6:03
7. Radio Synapse 4:22

## Rezeption
Nach Ansicht von Nic Jones, der das Album in All About Jazz rezensierte, sind Joelle Leandre und Barre Phillips Bassisten, die einen großen Erfahrungsschatz mit sich herumtragen, und sie würden ihn so effektiv in A l'improviste einbringen, dass die Einschränkungen in Klang- und Klangfarbenumfang, die ein Programm eines solchen Duos mit sich bringe, nie ein Problem darstellen. Beide Musiker seien sich des Klangumfangs ihres Instruments gleichermaßen bewusst und beide bestens dafür gerüstet, ihn auszunutzen.
Man müsse sich nicht weiter als „Ebony Rising“ anhören, um dies zu beweisen, denn die Musik klinge mal lebendig, fast hyperaktiv, und mal herrsche eine durchdringende Atmosphäre der Ruhe, durchzogen von einer verzerrten Form der Melancholie, als ob jeder Partner dem anderen den Vortritt lassen würde, wenn es darum gehe, die entscheidende Führung zu übernehmen. Die Musik entwickele sich trotzdem, wie es vielleicht unvermeidlich sei, und das Ergebnis sei in seiner Intimität überzeugend.
Ein Album mit frei improvisierten Kontrabass-Duetten sei nichts für schwache Nerven, meint Chris Elcombe (Strad). Es sei nicht melodisch (zumindest größtenteils), aber Barre Phillips und Joëlle Léandre seien Meister dieses Genres und hätten eine Session aufgenommen, die jedes Quäntchen Abwechslung aus dem Instrument herausholt. Vom dröhnenden, ungezügelten Rasseln des Anfangs bis zu den Verzerrungen und krächzenden Obertönen, die das Album durchziehen, sei dies fast unerschütterlich intensive Musik, unterstützt durch einen Audiomix, der die Nuancen selbst der dunkelsten Ecken jedes Instruments einfange. Die Musiker würden einen überzeugenden Sinn für Proportionen in den Höhen und Tiefen jedes einzelnen Stücks erkennen lassen, eine Bereitschaft, die Kreativität durch Momente der Statik zu mäßigen, die es ermögliche, Luft zu holen.